# أمبوريلة شعراء الساق
الأمبوريلة شعراء الساق هو النوع النباتي الوحيد الذي ينتمي الي جنس الأمبوريلة